# Isla Valenzuela
Isla Valenzuela är en ö i Chile.   Den ligger i regionen Región de Magallanes y de la Antártica Chilena, i den södra delen av landet, 2 000 km söder om huvudstaden Santiago de Chile. Arean är 92 kvadratkilometer.
Terrängen på Isla Valenzuela är kuperad. Öns högsta punkt är 811 meter över havet. Den sträcker sig 10,4 kilometer i nord-sydlig riktning, och 14,4 kilometer i öst-västlig riktning.
Trakten runt Isla Valenzuela består i huvudsak av gräsmarker. Trakten runt Isla Valenzuela är nära nog obefolkad, med mindre än två invånare per kvadratkilometer.